# Henderson (Texas)
Henderson település az Amerikai Egyesült Államok Texas államában, Rusk megyében, melynek megyeszékhelye is. Lakosainak száma 13 271 fő (2020. április 1.).

## Népesség
A település népességének változása:

| 2010 | 13 712 |
| 2020 | 13 271 |